# Jens Peter Tønder
Jens Peter Tønder (19. februar 1773 i København, – 18. juli 1836 i København) var en dansk litterat og søn af kontreadmiral Raphael Henrik Tønder. Han blev privat dimitteret med bedste karakter til universitetet i 1790. Han blev forelsket i en pige, men hans forældre ville ikke godkende forbindelsen og han brød derfor med dem og førte derefter i nogle år en meget omtumlet tilværelse, under hvilken han skal have været både vægter i København samt have rejst i Asien og Amerika.
Under krigen 1807-14 var han i nogen tid litterær telegrafbestyrer bl.a. på Sneglehøj på Møn fra april år 1801, men han opgav stilingen, da kun to af de seks frivillige på stationen kunne få udbetalt pension. Han havde ellers intet fast erhverv, men levede af at udgive tidsskrifter, kuriøse historier, skillingsviser og festsange, som han jævnlig selv falbød på Københavns gader. I samtiden blev han kaldt "Gammelt og Nyt" efter titlen på et af hans tidsskrifter, og gadedrengene råbte ofte "Gammelt og Nyt, Tykt og Tyndt!" når de mødte ham. Han betragtedes som en særling, men rygtet gik om at han tjente godt ved sine skriverier.
Han underviste også efter forudbetaling. Petri Worm, der gik til fransk hos Tønder i dennes hjem i Nyhavn, strangulerede den 18. juli 1836 sin lærer, fordi han ville have dennes penge. Worm blev anholdt i Lübeck hvor han under falsk navn og med et større pengebeløb samt en del obligationer med Tønders navn på, søgte at komme til Paris. Worm blev idømt dødsstraf ved halshugning.
Henrettelsen af Petri Worm foregik 20. november 1838 på Amager Fælled seks dage senere og flere skillingsviser samt en pamflet beskrev mordet i detaljer.
I 2005 udkom den historiske roman Worm af Carl Jørgen Carlsen, som skildrer mordet og retssagen ud fra en antagelse om Worms uskyld.